# Giuseppe Ungaretti
Giuseppe Ungaretti (Alexandria, 1888. február 10. – Milánó, 1970. június 1.) olasz költő és író.

## Élete

### kezdeti évei
Giuseppe Ungaretti az egyiptomi Alexandriában született a Moharrem Bey nevű peremkerületben, 1888. február 8-án (az anyakönyvében azonban február 10. áll, és a költő mindig ez utóbbi dátum szerint ünnepelte a születésnapját) luccai szülők gyermekeként. Az apja munkásként dolgozott a Szuezi-csatorna építésénél, és két évvel Giuseppe megszületése után, 1890-ben munkahelyi balesetben életét vesztette. A költő anyja, Maria Lunardini egy sütödét indított, amellyel biztosíthatta a fia taníttatását, mivel Giuseppe így beiratkozhatott Alexandria egyik legnagyobb presztízsű iskolájába, a svájci École Suisse Jacot-ba.
A költészet szeretete ezen iskolai időszak alatt született meg benne, és ez csak tovább erősödött azon egyiptomi városban köttetett barátságok révén, amely egyaránt tobzódott az ősi tradíciókban és az új hatásokban, amely az oly sok országból idevándorolt lakosság sokszínűségének volt köszönhető; csak magának Ungarettinek is szudáni dajkája volt és argentin nevelőnője, valamint a család alkalmazásában egy horvát bejárónő is állt.
Ezekben az években, a Mercure de France folyóirat révén a fiatal költő közelebb került a francia irodalomhoz, továbbá a La Voce című újságra történő előfizetésnek köszönhetően az olaszhoz is: így kezdte el Arthur Rimbaud, Stéphane Mallarmé, Giacomo Leopardi, Nietzsche és Charles Baudelaire műveit olvasgatni, az utóbbit méghozzá barátjának, Moammed Sceabnak köszönhetően.
Giuseppe Prezzolinivel is levelet váltott. 1906-ban ismerte meg Enrico Peát, aki nem sokkal azelőtt emigrált Egyiptomba, s akivel megosztotta a „Vörös Barakk” élményét, amely egy vörösre festett márvány- és faáruraktár volt, és az anarchisták és szocialisták gyülekezőhelye volt.
Egy ideig kereskedelmi levelezőként dolgozott, de néhány kudarcos beruházás után Párizsba költözött, hogy itt folytassa egyetemi tanulmányait.

### A franciaországi évek
1912-ben Ungaretti, egy rövid kairói időszakot követően, elhagyta Egyiptomot és Párizsba költözött. A kompon látta meg először Olaszország hegyekkel tagolt tájait. Párizsban két évig hallgatta a filozófus Bergson és a filológus Bédier és Strowschi előadásait a Sorbonne-on és a Collège de France-on.
Miután kapcsolatba került eme nemzetközi művészi sokszínűséggel, megismerte Apollinaire-t, akivel szívélyes barátságot kötött, de ugyanilyen bensőséges kapcsolatot alakított ki Giovanni Papinivel, Ardengo Sofficivel, Aldo Palazzeschivel, Picassóval, De Chiricóval, Modiglianival és Braque-kal. Papini, Soffici és Palazzeschi ösztönzésével a Lacerba című folyóirat szerkesztésébe kezdtek.
1913-ban a gyerekkori barát, Sceab öngyilkosságot követett el a Rue des Carmes szállodájában, ahol Ungaretti is lakott. 1916-ban, az Eltemetett kikötő (Il porto sepolto) című kötetben jelent meg a barátjának szentelt vers, az In memoria.
Franciaországban Ungaretti megszűrte addigi tapasztalatait, bővítette irodalmi műveltségét, és tovább tökéletesítette költői stílusát. A Lacerbában történt néhány publikációját követően önkéntesnek indult a Nagy Háborúba.

### A Nagy Háború
Amikor 1914-ben kitört az első világháború, Ungaretti csatlakozott a katonai beavatkozást támogatók mozgalmához (campagna degli interventisti), hogy aztán bevonuljon katonának a gyalogság 19. regimentjébe, amikor 1915. május 24-én Olaszország (pálfordulása után) az antant oldalán belépett a háborúba. A Doberdó-fennsíkon harcolt, és ezen élmény utóhatásaként írta meg azokat a verseket, melyeket egy fiatal tiszt, Ettore Serra gyűjtött össze, és 1916-ban, egy udinei kiadó gondozásában jelentek meg 80 példányban. Ebben az időben a Sempre Avanti című, szinte a háborús frontvonalon szerkesztett folyóiratban is közreműködött. 1916-ban egy kis időt Nápolyban töltött, ezt néhány vers tanúsítja, mint például a Natale (Karácsony): „Non ho voglia / di tuffarmi / in un gomitolo di strade…” (Nincs kedvem/fejest ugrani/egy utcagombolyagba…) 1917. január 26-án Santa Maria la Longában írta meg híres Mattina (Reggel) című versét.
1918 tavaszán Ungaretti regimentje Franciaországba ment harcolni, Champagne környékére.

### A két háború között
A háború végén a költő Párizsban maradt, először mint a Popolo d'Italia című újság tudósítója, és később mint az olasz követség sajtóirodájának alkalmazottja. 1919-ben Párizsban adták ki a La guerre című, francia versekből álló gyűjteményét, amely ezután az Allegria di naufragi (A hajótöröttek öröme) címmel ellátott, második verseskötet részeként, ugyanebben az évben Firenzében jelent meg.
1920-ban a költő feleségül vette Jeanne Dupoix-t, akinek tőle két gyermeke született, Anna Maria (vagy Anna-Maria, az aláírása szerint, francia mintára kötőjellel), becenevén Ninon (1925. február 17.) és Antonietto (1930. február 19.).
1921-ben a római Marinóba költözött, és a Külügyminisztérium sajtóirodájának munkatársa lett. A húszas évek fontos fordulópontot jelentettek a költő kulturális- és magánéletében. Az olasz fasizmushoz csatlakozott, amikor 1925-ben aláírta a Fasiszta értelmiségiek kiáltványát.
Ezekben az években tevékenyen részt vett egyes francia (Commerce e Mesures) és olasz (La Gazzetta del Popolo) folyóiratok szerkesztésében, többször Olaszországba és más országokba utazott, hogy konferenciákon vegyen részt, és közben több olyan hivatalos kitüntetésben részesült, mint pl. a Premio del Gondoliere.

## Magyarul
- Giuseppe Ungaretti legszebb versei, vál., ford., bev.: Lőrinczi László; Albatrosz, Bukarest, 1973
- Hajótöröttek öröme – Válogatott versek, vál., ford., előszó: Madarász Imre; Rovó-kiadványok, Budapest, 1989
- Mérték és titok – Válogatott költemények, vál., előszó: Szénási Ferenc, ford.: Baranyi Ferenc et al., Kráter Műhely Egyesület, Budapest, 1993, (Colosseum)
- Lőrinczi László: Szezám hét költőhöz – Műfordítások Mihai Eminescu, Tudor Arghezi, Federico Garcia-Lorca, Bertolt Brecht, Giuseppe Ungaretti, Salvatore Quasimodo és Cesare Pavese verseiből, közreműködők: Bántó Anikó, Bántó István; Arvin Press, BBukarest, 2003